# 波皮夫齊 (扎列希基區)
48°53′1″N 25°34′20″E / 48.88361°N 25.57222°E
波皮夫齊（烏克蘭語：Попівці），是烏克蘭的村落，位於該國西部捷爾諾波爾州，由喬爾特基夫區負責管轄，始建於1428年，面積1.62平方公里，2001年人口513，人口密度每平方公里316.7人。